# Anatomie umană
Anatomia umană este ramura anatomiei care studiază alcătuirea corpului uman. Organismul uman, ca orice ființă vie, există grație corelării fine și perpetue a tuturor structurilor și proceselor sale, cu scopul realizării funcțiilor acestora. El constituie un sistem ierarhizat, ce dispune de sisteme de autoreglare integrate. Deși majoritatea funcțiilor sunt îndeplinite de structuri specializate, acestea nu acționează izolat, ci în strânsă dependență de celelalte.

## Convenții și terminologie folosite în anatomie

### Poziția anatomică normală
Prin poziție anatomică normală (PAN) se înțelege poziția care se ia în considerare atunci când se descriu diferitele elemente anatomice și raporturile dintre ele. Este aleasă prin convenție internațională și are o deosebită importanță, fiind indispensabilă pentru studiul anatomiei.
La om, este: ortostatism (subiectul stă în picioare) [de fapt, e clinostatism [culcat pe spate], cel puțin conform prof.dr. Alex Croitoru], toate cele patru membre paralele între ele, privirea înainte, palmele orientate în față.

### Axe
- Axul longitudinal (vertical) - cel mai lung segment de dreaptă ce se poate trasa imaginar în poziție anatomică normală a subiectului. În cazul omului este dat de vertex și de planul poligonului de susținere (podeaua).
- Axe transversale - sunt orientate de la dreapta la stânga și perpendiculare pe cel longitudinal.
- Axe sagitale - sunt orientate antero-posterior (ventro-dorsal) și sunt perpendiculare pe cel longitudinal.

### Planuri
- Planul mediosagital (median sau al simetriei bilaterale) - planul determinat de ombilic și de axul longitudinal al corpului, respectiv de axele longitudinal și sagital. Prin intersectarea cu suprafața corpului determină pe aceasta linia mediană anterioară și posterioară.
- Planuri paramediane (parasagitale sau sagitale) - toate planurile paralele cu cel mediosagital.
- Planuri frontale - toate planurile verticale, paralele cu fruntea în PAN.
- Planuri transversale (orizontale) - toate planurile perpendiculare pe axul longitudinal.

### Termeni de direcție și de poziție
De obicei se folosesc în contexte relative (pentru a indica poziția sau situarea una față de alta a unor elemente anatomice):
- Superior sau cranial - deasupra unui plan orizontal.
- Inferior sau caudal - sub un plan orizontal.
- Anterior sau frontal - în fața unui plan frontal.
- Posterior sau dorsal - în spatele unui plan frontal.
- Proximal - doar pentru membre: [mai] apropiat de trunchi.
- Distal - doar pentru membre: [mai] depărtat de trunchi.
- Lateral - [mai] depărtat de planul mediosagital.
- Medial - [mai] apropiat de planul mediosagital.
- Volar - spre fața palmară a mâinii.
- Plantar - spre talpă.

## Organizarea generală a organismului uman
Ca orice organism, și cel uman este alcătuit din unitățile fundamentale ale lumii vii - celulele. Acestea alcătuiesc țesuturi, iar prin asocierea lor, diferite tipuri de țesuturi alcătuiesc organele. Organele pot fi asociate în sisteme sau aparate pentru îndeplinirea unei funcții.
Corpul uman este alcătuit din următoarele părți majore:
 Capul - conține cea mai mare parte a sistemului nervos central și cei mai importanți analizatori
Gât - realizează legătura dintre cap și trunchi
Trunchi - conține cavitatea toracică și pe cea abdominală, cu viscerele din acestea
Membre - inferioare (legate de trunchi prin centura pelviană) și superioare (legate de trunchi prin centura scapulară).
Aceasta este o împărțire grosieră, strict morfologică. Din punct de vedere atât anatomic cât și funcțional, organismul uman a fost organizat în sisteme și aparate. Diferența dintre sistem și aparat nu este foarte clară, asupra acestui subiect existând destule confuzii și controverse. De foarte multe ori ele sunt utilizate ca sinonime. Discriminarea între sistem și aparat se face pe baza faptului că sistemul conține structuri cu aceeași origine embriologică, pe când aparatul are părți de origine embriologică diferită, dar și acest lucru este discutabil. De exemplu: sistemul nervos este în totalitate derivat din ectoderm, pe când aparatul respirator are cea mai mare parte de origine endodermală, dar și segmente derivate din ectoderm.
În raport de categoria de funcții pe care o deservesc, la om și la toate mamiferele există următoarele aparate și sisteme1,2:
- Pentru funcțiile de nutriție:

- Aparatul respirator
- Aparatul digestiv
- Aparatul circulator
- Aparatul excretor

- Pentru funcțiile de relație:

Sensibilitatea: sistemul nervos; organele de simț; glandele endocrine.
Locomoția: sistemul osos; sistemul muscular.
- Pentru funcția de reproducere:

- aparatul genital masculin format din testicule, epididim, canale deferente, canal ejaculator, scrot, penis și prostată și aparatul genital feminin format din ovare, trompe uterine, uter, vagin și vulvă.

- Componența aparatelor și sistemelor:
  - Aparatul respirator este format din plămâni și căile respiratorii superioare (cavitate nazală, faringe, laringe, trahee și bronhii).
  - Aparatul digestiv este alcătuit din tub digestiv (cavitate bucală, faringe, esofag, stomac, intestin subțire și intestin gros), și din glande digestive anexe (pancreas, ficat, glande salivare).
  - Aparatul cardiovascular este compus din: inimă, vase de sânge (artere, capilare, vene, vase limfatice, sânge, lichid interstitial, limfă. Sângele are in componența sa plasmă și elemente figurate (eritrocite, leucocite, trombocite numite și plachete sanguine).
  - Aparatul excretor este alcătuit din: rinichi și căile urinare (uretere, vezică urinară și uretră).

1Denumirile de aparate sau sisteme pentru fiecare element reprezintă formulele împământenite în limba română. În prezent se tinde către eliminarea termenului "aparat", din cauza literaturii de specalitate în limba engleză, care nu îl utilizează.
2Acestea sunt sistemele și aparatele descrise clasic în învățământul preuniversitar românesc. În afară de acestea, tratatele de specialitate mai descriu și alte entități: Sistemul tegumentar, Sistemul circulator limfatic (separat de cel cardiovascular), sistemul imunitar s.a.

## Sistematizarea didactică a anatomiei umane
De obicei literatura de specialitate tratează anatomia umană pe următoarele capitole
- Cap și gât: toate regiunile de deasupra aperturii toracice superioare.
- Membru inferior (șold, coapsă, gambă, genunchi, picior)
- Membru superior (umăr, braț, antebraț, mână)
- Pereții trunchiului (toracic și abdominal) cu regiunile respective.
- Anatomia sistemului nervos sau neuroanatomia.
- Viscere: toracice (inima, plămânii, vasele mari, căi respiratorii, timusul, eventual segmentul supradiafragmatic al tubului digestiv) și abdominale (restul tubului digestiv, glandele anexe acestuia - ficat, pancreas, peritoneul, organe retroperitoneale - rinichi, căi urinare etc.)